# Two Rivers (condado de Manitowoc, Wisconsin)
Two Rivers es un pueblo ubicado en el condado de Manitowoc en el estado estadounidense de Wisconsin. En el Censo de 2010 tenía una población de 1795 habitantes y una densidad poblacional de 21,97 personas por km².

## Geografía
Two Rivers se encuentra ubicado en las coordenadas 44°11′36″N 87°34′37″O / 44.19333, -87.57694. Según la Oficina del Censo de los Estados Unidos, Two Rivers tiene una superficie total de 81.7 km², de la cual 80.51 km² corresponden a tierra firme y (1.46%) 1.19 km² es agua.

## Demografía
Según el censo de 2010, había 1795 personas residiendo en Two Rivers. La densidad de población era de 21,97 hab./km². De los 1795 habitantes, Two Rivers estaba compuesto por el 96.43% blancos, el 0.17% eran afroamericanos, el 0.56% eran amerindios, el 0.95% eran asiáticos, el 0.11% eran isleños del Pacífico, el 1.06% eran de otras razas y el 0.72% pertenecían a dos o más razas. Del total de la población el 1.84% eran hispanos o latinos de cualquier raza.